# Ituaçu
Ituaçu este un oraș în statul Bahia (BA) din Brazilia.